# Освіта жінок у STEM

Відсоток студенток, які навчаються на інженерних, виробничих і будівельних програмах у ВНЗ в різних частинах світу

Див. більше: Сексизм в освіті
Освіта жінок у STEM —  це освіта дівчат і жінок у таких галузях, як наука (science), техніка (technology), інженерія (engineering) та математика (mathematics) (STEM). У 2017 році жінки складали 33% студентства у сферах STEM.
Організація ЮНЕСКО заявила, що ця гендерна диспропорція (в контексті сексизму в освіті та загальної гендерної нерівності) пов'язана з дискримінацією, упередженнями, соціальними нормами та очікуваннями, які впливають на якість освіти, яку жінки отримують, та предметів, які вони вивчають. ЮНЕСКО також вважає бажаним збільшення кількості жінок у сферах STEM, оскільки це сприятиме сталому розвитку. Див. Вплив освіти жінок на суспільство і економіку. 

## Сучасний стан освіти дівчат та жінок у STEM

### Загальні тенденції в освіті STEM

Відсоток дівчат та хлопців, які вивчають математику та фізику у старших класах.

Гендерні відмінності в освіті STEM можна побачити з рівня освіти раннього дитинства у наукових дисциплінах та математиці, які стають більш вираженими на вищих рівнях освіти. Здається, дівчата втрачають інтерес до дисциплін STEM з віком, особливо в період раннього та пізнього підліткового віку. Це зменшення інтересу впливає на кількість дівчат у вищих навчальних закладах. Студентки становлять 35% від усього студентства, яке навчається у відповідних галузях STEM на цьому рівні в усьому світі. Відмінності також спостерігаються за дисциплінами, причому найнижча кількість жінок в навчальних закладах на спеціальностях інженерних, виробничих, будівельних, природничо-наукових, математичних, статистичних та інформаційно-комп'ютерних  технологій. Можна спостерігати суттєві регіональні та національні відмінності у представленні жінок в освіті STEM. Жінки становлять непропорційну кількість під час навчання у вищих навчальних закладах на спеціальностях STEM. Це явище суттєво впливає на гендерні показники у світі праці та кар'єри.

### Навчальні досягнення в освіті STEM
Дані про гендерні відмінності в навчальних досягненнях представляють собою складну картину, залежно від того, що вимірюється (предмет, набуття знань), рівень освіти / вік учнів та географічне розташування. Загалом, участь жінок зростає, але існують значні регіональні відмінності. Наприклад, якщо дані доступні в Африці, Латинській Америці та Карибському басейні, гендерний розрив багато в чому на користь хлопчиків у математичних досягненнях у середній освіті. На противагу цьому, в арабських державах дівчата виступають краще, ніж хлопчики за обома предметами в початковій та середній освіті. Як і з даними про участь, національні та регіональні відмінності в даних про досягнення в навчанні свідчать про наявність контекстних факторів, які впливають на залучення дівчат і жінок у цих сферах. 
Гендерний розрив суттєво знизився в середній освіті серед країн, що розвиваються: 14 з 17 країн-учасниць не мали гендерного розриву в науці у 2015 році порівняно з 1995 роком. країн. Гендерний розрив на користь хлопців трохи більший у математиці. Продуктивність дівчат сильніше в оцінках, які вимірюють набуття знань, ніж ті, що вимірюють застосування знань. Охоплення країною з точки зору доступності даних є досить обмеженим, а дані збираються з різною частотою та різними змінними в існуючих дослідженнях. Існують великі прогалини в нашому знанні ситуації в країнах з низьким і середнім рівнем доходу в країнах Африки на південь від Сахари, в Центральній Азії, в Південній і Західній Азії, особливо на середньому рівні отримання освіти.

## Фактори, що впливають на участь дівчат та жінок у навчанні STEM

Згідно з "Програмою для Міжнародної Оцінки Студентів" 2015 року 4,8% хлопчиків і 0,4% дівчат будуть робити кар'єру в ІКТ.

Згідно з даними ЮНЕСКО, на участь дівчат та жінок, досягнення та прогрес у дослідженнях STEM та кар'єрі, впливають різні фактори, зокрема:
- Індивідуальний рівень: психологічні фактори: впевненість у власних силах, самоефективність, інтерес і мотивація, а також біологічні фактори, які можуть впливати на здібності, навички та поведінку, такі як структура і функції мозку, гормони, генетика і когнітивні риси, просторові та мовні навички.
- Рівень сім'ї та однолітків: батьківські переконання та очікування, виховання в родині і соціально-економічний статус, інші фактори побуту, а також вплив однолітків.
- Рівень школи: фактори в середовищі навчання, включаючи профіль вчителя, досвід, переконання та очікування, навчальні програми, навчальні матеріали та ресурси, стратегії навчання та взаємодію учнів, практики оцінювання та загального шкільного середовища.
- Соціальний рівень: соціальні та культурні норми, пов'язані з гендерною рівністю, та гендерні стереотипи в ЗМІ.[1]

### Індивідуальний рівень
Питання про те, чи існують розбіжності когнітивної здатності між жінками і чоловіками, стали предметом наукової дискусії давно. Сучасні дослідження не виявляють відмінностей у нейронному механізмі навчання на основі статі.
Головною причиною, чому дівчата відмовляються від STEM, є втрата інтересу. На цей вибір сильно впливає процес гендерної соціалізації та стереотипні уявлення про гендерні ролі, включаючи стереотипи про гендер та STEM. Гендерні стереотипи, які передають ідею про те, що дослідження STEM і кар'єра є "чоловічими" областями, можуть негативно вплинути на інтерес, участь і досягнення дівчат у STEM і перешкоджати їм будувати кар'єру STEM. Дівчата, які засвоюють такі стереотипи, мають нижчий рівень самоефективності та впевненості у своїх здібностях, ніж хлопці. Самоефективність значною мірою впливає як на результати навчання STEM, так і на прагнення до кар'єри STEM. Деякі дослідження показали, що дівчата, як видається, втрачають інтерес до STEM з віком.

### Рівень сім'ї та однолітків
Батьки, їхні переконання та очікування відіграють важливу роль у формуванні ставлення дівчат до досліджень STEM та проявів інтересу. Батьки з традиційними переконаннями щодо гендерних ролей, які нерівноправно ставляться до дівчаток і хлопчиків, можуть зміцнювати стереотипи щодо гендеру та здібностей у STEM. Батьки також можуть сильно впливати на участь дівчаток у STEM та досягнення навчання через сімейні цінності, навколишнє середовище, досвід та заохочення, які вони надають. Деякі дослідження виявляють, що очікування батьків, особливо очікування матері, мають більший вплив на вищу освіту та вибір дівчаток, ніж у хлопчиків. Вищий соціально-економічний статус і батьківські освітні кваліфікації пов'язані з вищими оцінками в галузі математики і науки як для дівчат, так і для хлопчиків. Виконання наукової діяльності дівчат, як видається, більш тісно пов'язане з вищою освітньою кваліфікацією матерів, а хлопці - з батьками. Члени родини з кар'єрою STEM можуть також впливати на залучення дівчат до STEM. Широкий соціально-культурний контекст сім'ї також може зіграти свою роль. Такі фактори, як етнічна приналежність, мова, що використовується вдома, статус іммігрантів та структура сім'ї, також можуть впливати на участь дівчат та їхню ефективність у STEM. Рівень може також впливати на мотивацію дівчат і почуття приналежності до освіти STEM. Вплив жінок-однолітків є важливим фактором інтересу дівчат і довіри до математики та науки.

### Рівень школи
Кваліфіковані викладачі зі спеціалізацією в STEM можуть позитивно впливати на успішність дівчат та їхню зацікавленість у проведенні кар'єри STEM. Жіночі викладачі STEM часто мають більші вигоди для дівчаток, можливо, виступаючи в ролі зразків для наслідування і допомагаючи розвіяти стереотипи про здатність STEM, що базується на статі. Переконання, ставлення, поведінка та взаємодія вчителів з учнями, а також навчальні плани та навчальні матеріали можуть також відігравати певну роль. Можливості для реального досвіду з STEM, включаючи практику, стажування, кар'єрне консультування та наставництво, можуть розширити розуміння дівчатами досліджень STEM та професій і зберегти інтерес. Процеси та інструменти оцінювання, які є гендерними упередженими або включають гендерні стереотипи, можуть негативно вплинути на ефективність дівчат у STEM. Результати навчання дівчаток в STEM також можуть бути скомпрометовані психологічними факторами.
Довіра вчителя до предметів STEM також сильно впливає на те, наскільки добре студентки будуть виступати в цих предметах у класі початкової школи. Було виявлено кореляційні зв'язки між гендерною упередженістю у студенток початкової школи та їх досягненням у математиці.
Дослідження, проведене у 2018 році, показало, що в двох із трьох країн дівчатка працюють краще або на рівні з хлопчиками. Дослідники виявили, що кількість жінок, що входять до STEM, була відносно нижчою в країнах з високим рівнем гендерної рівності - парадокс гендерної рівності.

### Соціальний рівень
Культурні та соціальні норми впливають на уявлення дівчат про свої здібності, роль у суспільстві, кар'єрні та життєві прагнення. Ступінь гендерної рівності в суспільстві впливає на участь дівчат та їхню ефективність у STEM. У країнах з більшою гендерною рівністю дівчата мають більш позитивне ставлення та довіру до математики, а гендерний розрив у досягненнях у цій галузі менший. Цілеспрямовані заходи щодо сприяння гендерній рівності, такі як гендерне регулювання законодавства або політики, такі як квоти, фінансові стимули або інше, можуть збільшити участь дівчат і жінок у освіті та кар'єрі STEM. Гендерні стереотипи, зображені в ЗМІ, усвідомлюються дітьми і дорослими і впливають на те, як вони бачать себе та інших. ЗМІ можуть увічнювати або оскаржувати гендерні стереотипи щодо здібностей та кар'єри STEM.